# Kodeks 0242
Kodeks 0242 (Gregory-Aland no. 0242) – grecki kodeks uncjalny Nowego Testamentu na pergaminie, datowany metodą paleograficzną na IV wiek. Przechowywany jest w Kairze. Tekst rękopisu jest wykorzystywany we współczesnych wydaniach greckiego Nowego Testamentu.

## Opis
Do XX wieku zachowały się tylko fragmenty 2 pergaminowych kart rękopisu, z greckim tekstem Ewangelii Mateusza (8,25-9,2; 13,32-38.40-46). Oryginalne karty kodeksu miały prawdopodobnie rozmiar 23 na 20 cm. Prawdopodobnie tekst pisany dwoma kolumnami na stronę, 25 linijkami w kolumnie.

## Tekst
Tekst rękopisu reprezentuje aleksandryjską tradycję tekstualną. Kurt Aland zaklasyfikował tekst rękopisu do kategorii III.

## Historia
INTF datuje rękopis na IV wiek .
Rękopis zbadał i opisał Ramón Roca-Puig w 1959 roku. Na listę greckich rękopisów Nowego Testamentu wciągnął go Kurt Aland w 1963 roku, oznaczając go przy pomocy siglum 0242. Rękopis jest wykorzystywany w krytycznych wydaniach greckiego Nowego Testamentu.
Rękopis jest przechowywany w Muzeum Egipskim (no. 71942) w Kairze .